# Sint-Pieterskerk (Kaster)

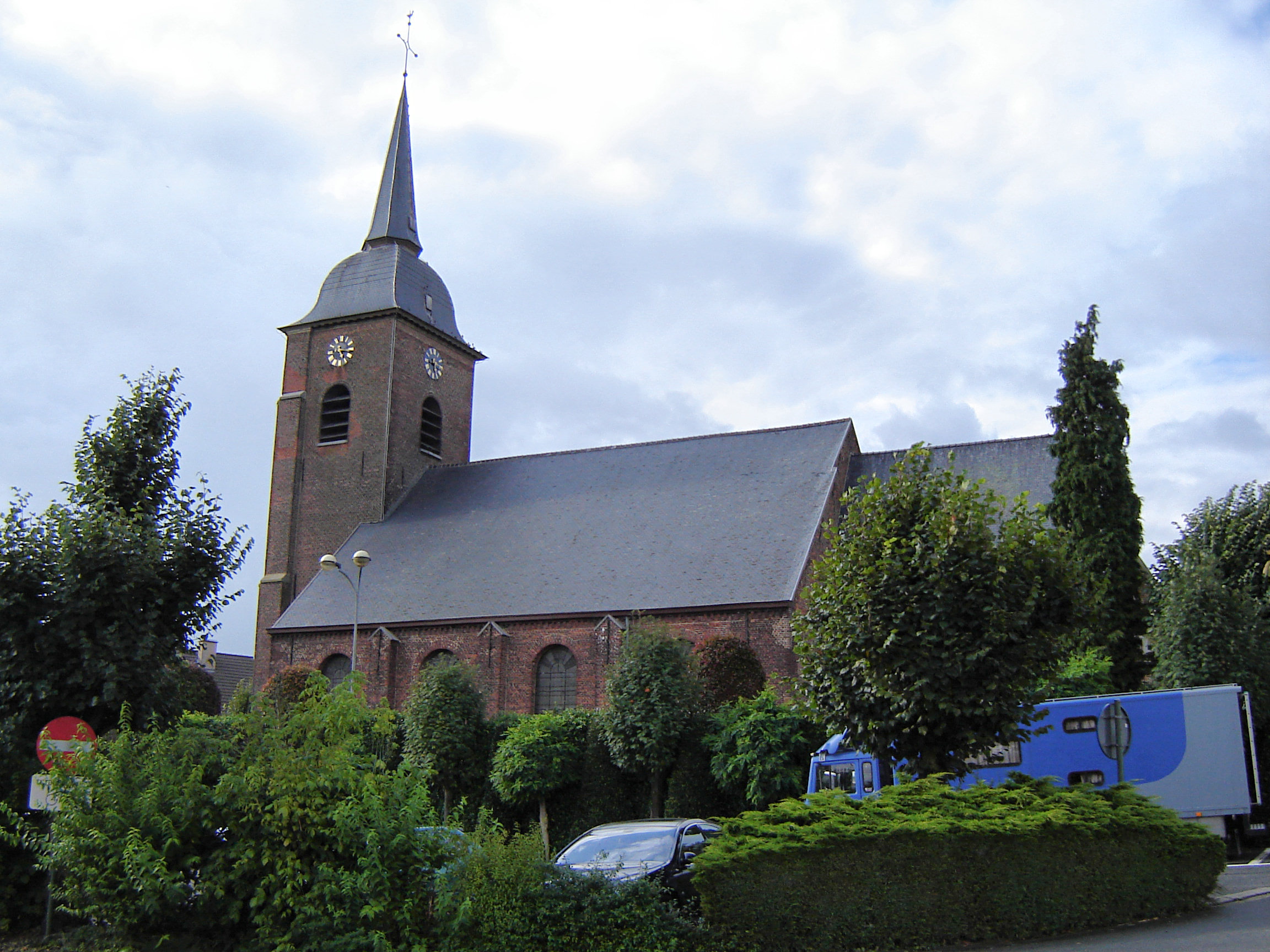
Sint-Pieterskerk

De Sint-Pieterskerk is de parochiekerk van de tot de West-Vlaamse gemeente Anzegem behorende plaats Kaster, gelegen aan de Juliaan Claerhoutstraat.

## Geschiedenis
Het patronaatsrecht van de kerk was in bezit van de Abdij van Corbie. Vermoedelijk werd aanvankelijk een houten kerkje opgericht, dat in de 12e eeuw werd vervangen door een in Doornikse steen uitgevoerde eenbeukige kerk die een vierkante vieringtoren bezat met achtkante bovenbouw. Omstreeks 1600 werd een zuidbeuk toegevoegd.
Deze kerk werd in 1818 vervangen door een neoclassicistisch kerkgebouw naar ontwerp van Lodewijk Vuylsteke. Een deel van de westgevel in Doornikse steen, en het 16e-eeuwse koor in witte steen, bleven behouden.
Tijdens de Eerste Wereldoorlog werd de kerk beschadigd, om daarna weer hersteld te worden.

## Gebouw
Het betreft een driebeukig, hoofdzakelijk bakstenen, kerkgebouw onder zadeldak met voorgebouwde westtoren welke vijf geledingen en een helmdak heeft. Het koor is vlak afgesloten in Doornikse steen.

## Interieur
Het marmeren doopvont is van begin 18e eeuw. Ook is er een 18e-eeuws Mariabeeld. Het meeste overige kerkmeubilair is 19e-eeuws. Het orgel werd gebouwd door Charles Louis Van Houtte, van 1839.

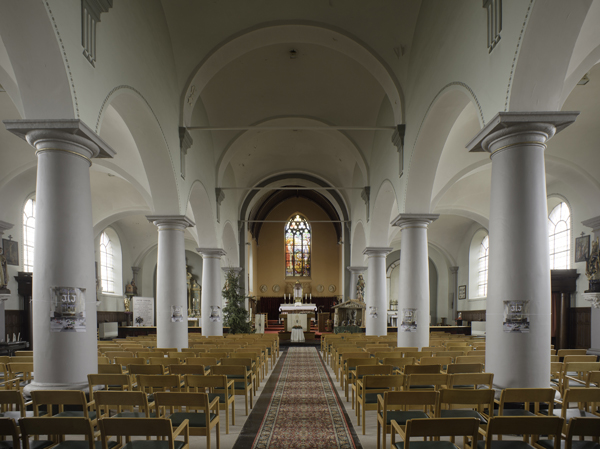
Interieur
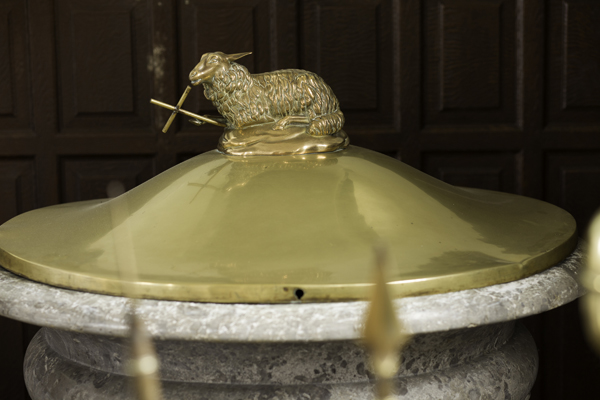
Doopvont
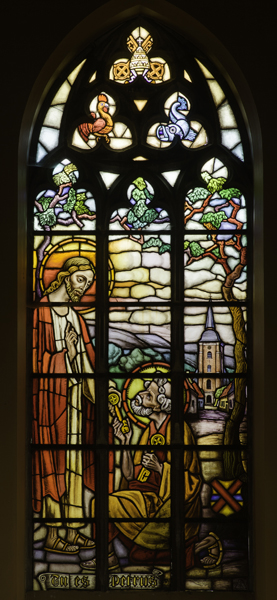
Glasraam
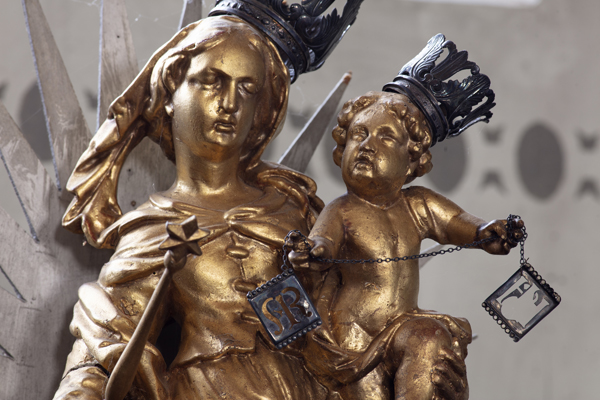
Madonna met kind
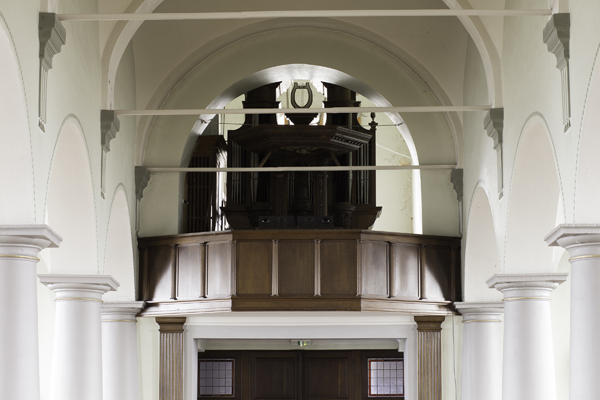
Orgel